# Utøya
Utøya (en noruec pronunciat /ʉːtœʏɑ/, que significa «illa d'Ut») és una illa situada dins del llac de Tyrifjorden a Noruega. Administrativament forma part del municipi de Hole, al comtat de Buskerud. Té una superfície de 10,6 hectàrees.

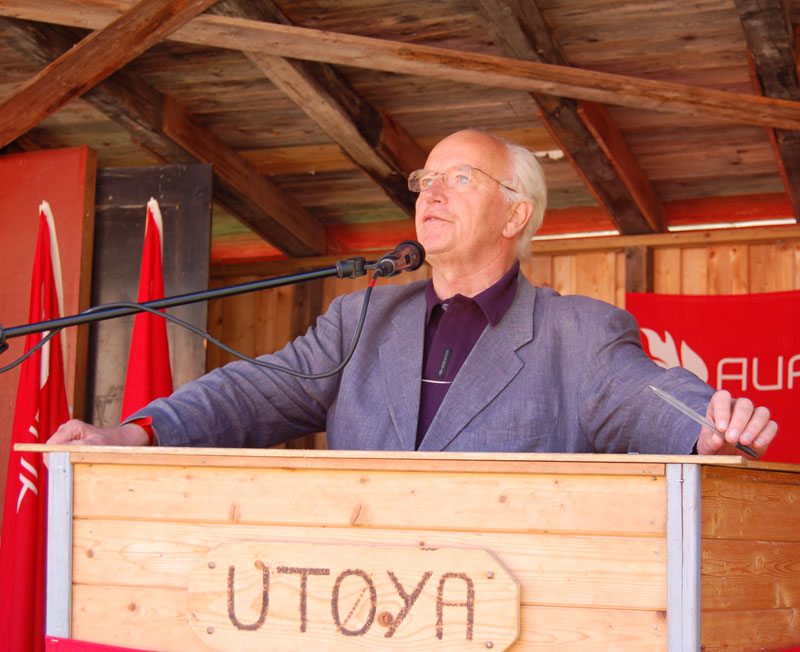
El polític Thorvald Stoltenberg al campament d'Utøya del 2006

Des de l'any 1950, l'illa és propietat de l'Arbeidernes Ungdomsfylking (Lliga de Joves Laboristes, abreujat AUF), que és l'organització política juvenil associada al Partit Laborista Noruec. Cada estiu aquesta organització hi organitza un campament juvenil. La resta de l'any es lloga per a esdeveniments o com a lloc per a campaments gestionat comercialment sota el nom Utøya AS.

## Massacre del 2011
El 22 de juliol de 2011 va tenir-hi lloc un tiroteig massiu al campament d'estiu de l'AUF on es reunien entre 650 joves. Un home vestit de policia i amb dues armes al damunt va accedir-hi i va obrir foc contra la multitud. Alguns joves es varen llançar al llac per escapar de l'agressor, Anders Behring Breivik. 69 persones varen deixar-hi la vida.